# Evgenij Grigor'evič Gagarin
Principe Evgenij Grigor'evič Gagarin, in russo Евгений Григорьевич Гагарин? (San Pietroburgo, 2 novembre 1811 – Odessa, 15 agosto 1886), è stato un politico russo.

## Biografia
Era il secondogenito di Grigorij Ivanovič Gagarin (1782-1837), e di sua moglie, Ekaterina Petrovna Sojmonova (1790-1873).
Trascorse la sua infanzia in Italia e in Svizzera. Nel 1829 prestò servizio presso l'ambasciata russa a Parigi.
Nel 1832 venne trasferito in Baviera. Nel 1833 si trasferì a Vienna. Lavorò per il Ministero degli Affari Esteri.
Dopo il matrimonio si ritirò a Odessa. Nel 1882 ricoprì la carica di Consigliere di Stato.

## Matrimonio
Nel 1838 sposò Marija Aleksandrovna Sturdza (1820-1890), figlia del principe Aleksandr Skarlatovič Sturdza. Ebbero sette figli:
- Grigorij Evgen'evič (1840-1921);
- Aleksandr Evgen'evič (1842-1845);
- Anatolij Evgen'evič (1844-1917), sposò Marija Vladimirovna Solloguba, figlia di Vladimir Aleksandrovič Sollogub;
- Jurij Evgen'evič (1846-1905);
- Marija Evgen'evna (1851-1924), sposò Vladimir Nikolaevič Belskij;
- Ol'ga Evgen'evna (1854-?), sposò Leonid Nikolaevič Šestakov;
- Fëdor Evgen'evič (1856-1894), padre di Evgenij Fëdorovič.

## Morte
Morì il 15 agosto 1886 a Odessa e fu sepolto nel cimitero presso la Chiesa della Resurrezione.